# Heterixalus betsileo
Heterixalus betsileo és una espècie de granota de la família dels hiperòlids que viu a Madagascar.